# Amanihoningzuiger
De amanihoningzuiger (Hedydipna pallidigaster synoniem: Anthreptes pallidigaster ) is een zangvogel uit de familie  Nectariniidae (honingzuigers) die alleen voorkomt op een paar plaatsen in Oost-Afrika. De vogel is vernoemd naar Amini, een dorp in Tanzania.

## Kenmerken
De lichaamslengte bedraagt 8 tot 9 cm en de vogel weegt tussen de 6 en 8 g. Het is een zeer kleine honingzuiger met een relatief korte, gebogen snavel. Het mannetje is van boven en op de kop en keel glanzend donkerblauw met een purperen glans. Daaronder is de buik van de vogel grijswit. Het vrouwtje is van boven donkergrijs en heeft een witte wenkbrauwstreep, een donkere oogstreep en is verder helemaal wit van onder.

## Verspreiding, leefgebied
Deze honingvogel komt alleen nog voor in drie onderling gescheiden gebieden:  aan de kust van Kenia en in bosgebied met bomen uit de geslachten Brachystegia (miombo) in het Nationaal park Arabuko Sokoke  en verder in Tanzania in natuurparken in het Usambaragebergte en het  Udzungwagebergte.

## Status
Ongeveer 95% van de wereldpopulatie komt in Kenia voor. De totale populatie werd rond 2005 geschat op 1500 tot hoogstens 7000 volwassen vogels. Dit aantal neemt af door aantasting van het leefgebied omdat daar (vaak illegaal) bomen gekapt worden. Daarom staat deze honingzuiger als bedreigd op de Rode Lijst van de IUCN.